# 크레이지 피플
크레이지 피플(Crazy People)은 미국에서 제작된 토니 빌 감독의 1990년 영화이다. 더들리 무어 등이 주연으로 출연하였고 로버트 K. 웨이스 등이 제작에 참여하였다.

## 출연

### 주연
- 더들리 무어
- 대릴 한나
- 폴 레이저
- J.T. 월쉬

### 조연
- 빌 스미트로비치
- 앨런 노스
- 데이빗 페이머
- 댄튼 스톤
- 폴 베이츠
- 딕 쿠삭
- 더그 야스다

## 제작진
- 미술: 존 J. 로이드
- 의상: 메리 E. 보트
- 배역: 린 스터마스터